# Apanthura harringtoniensis
Apanthura harringtoniensis är en kräftdjursart som beskrevs av Johann-Wolfgang Wägele 1981. Apanthura harringtoniensis ingår i släktet Apanthura och familjen Anthuridae. Inga underarter finns listade i Catalogue of Life.